# Luigi Forlano
Luigi Forlano (* 5. Juli 1884 in Rocchetta Tanaro, Italien; † 16. Juli 1916 in Opatje selo, Österreich-Ungarn) war ein italienischer Fußballspieler.

## Karriere
Luigi Forlano gehörte zu der Gruppe von 13 Studenten des Turiner Massimo-d’Azeglio-Gymnasiums, die am 1. November 1897 den Fußballverein Juventus Turin gründete. Der Offensivspieler, der später als Vermesser arbeitete, gilt als erster Mittelstürmer in der Geschichte des Klubs, für den er bis 1905 17 Meisterschaftspartien absolvierte und dabei vier Treffer erzielte. Mit Juve gewann er im Jahr 1905 den ersten italienischen Meistertitel der Vereinsgeschichte, zu dem er in der vom 5. März bis zum 9. April ausgetragenen Finalrunde in vier Partien drei Tore beisteuerte.
Nach dem Titelgewinn 1905 wechselte Forlano zum Lokalrivalen FC Torinese. Von 1908 bis 1909 lief er für den AC Mailand auf, danach spielte er noch für einen Klub in Stresa am Lago Maggiore.
Luigi Forlano fiel im Ersten Weltkrieg, am 16. Juli 1916 im Alter von 32 Jahren, in Opatje selo, Österreich-Ungarn auf dem Gebiet des heutigen Sloweniens, wo er als Offizier der Bersaglieri kämpfte. Sein Sohn Bruno, der ebenfalls Fußballer war und für Novara Calcio spielte, fiel im Zweiten Weltkrieg in der Sowjetunion.

## Erfolge
- Italienische Meisterschaft: 1905

## Verweise